# Odontocarya smithiorum
Odontocarya smithiorum är en tvåhjärtbladig växtart som beskrevs av Friedrich Ludwig Diels. Odontocarya smithiorum ingår i släktet Odontocarya och familjen Menispermaceae. Inga underarter finns listade i Catalogue of Life.